# Anika el Guerrer
Anika el Guerrer (en rus: Аника-воин; del grec ἀνίκητος|ἀνίκητος, "invencible, no vençut") és un bogatyr, un cavaller errant que és un personatge típic dels contes russos. El folklorista Alexander Afanasyev diu en la seua obra on comentà i edità contes russos que hi ha un conte sobre Anika escrit en manuscrits del segle xvii i XVIII i que era molt gaudida entre la gent que ha rebut instrucció.
Segons el conte "El guerrer al qui va vèncer la mort" editat i comentat per Alexandr Nikoláievich el tal cavaller era violent i decidí anar a Jerusalem a saquejar les esglésies i es trobà amb la Mort personificada. Una variant diu que ell mateix la invocà provocant-la a aparèixer. Aleshores la Mort acabà amb ell amb facilitat perquè ell solament mata si és amb l'ajut seu.
Una de les cançons planificades no realitzades del recull de cançons Cançons i Danses de la Mort de Modest Mussorgsky tenia inspiració en aquesta llegenda.